# Paging
I operativsystem för datorer, är paging en metod för minneshantering som kan användas i ett datorsystem för att använda sekundärminne (hårddisk) som en utökad del av primärminnet (RAM). Genom denna metod sparar och laddar operativsystemet data från sekundärminnet som är strukturerat enligt förutbestämda block som kallas pages eller på svenska "sidor". Den stora fördelen med paging är att det gör det möjligt att utöka det fysiska adressutrymmet för program (process) att vara diskontinuerligt. Innan paging användes var man tvungen att konstruera operativsystemen så att hela programmet rymdes i primärminnet som en kontinuerlig följd, vilket orsakade olika datorminnes- och fragmenteringsproblem. Swapping var då en metod att flytta hela processer till och från sekundärminne för att kunna köra flera processer parallellt.
Paging är en viktig del av implementeringen av virtuellt minne i de flesta generella samtida operativsystemen, vilket gör det möjligt att använda sekundärminne för lagring av data som inte får plats i det fysiska Random Access Memory (RAM-minnet).
Paging och virtuellt minne användes för första gången i Atlasdatorn år 1962.